# Manuel Granell
Manuel Granell Muñiz (Oviedo, 1906 - Caracas, 12 de noviembre de 1993) fue un filósofo español, discípulo de José Ortega y Gasset. En 1950 se exilió a Venezuela, donde vivió gran parte de su vida en la ciudad de Caracas y realizó sus obras más destacadas, al tiempo que era profesor de filosofía en la facultad de Humanidades de la Universidad Central de Venezuela.

## Libros
- Cartas filosóficas a una mujer, Madrid, Revista de Occidente, 1946.
- Estética de Azorín, Madrid, Biblioteca Nueva, 1949.
- Lógica, Madrid, Revista de Occidente, 1949.
- El humanismo como responsabilidad, Madrid, Taurus, 1959.
- Ortega y su filosofía, Madrid, Revista de Occidente, 1960. Segunda edición revisada:  Caracas, Editorial Equinoccio, 1980.
- Del pensar venezolano, Caracas, Editorial Catana, 1967.
- El hombre, un falsificador,  Madrid, Revista de Occidente, 1968, 281 páginas.
- La vecindad humana. Fundamentación de la Ethología, Madrid, Revista de Occidente, 1969, 527 páginas.
- Ethología y existencia, Caracas, Editorial Equinoccio, 1977.
- Humanismo integral (Antología filosófica), Gijón, Editorial Noega, 1983.

## Otras publicaciones
- La experiencia trascendental.
- La ocultación del espíritu.
- Asedio a Ortega.
- El enseñar, la Universidad y otros ensayos.
- La huella del estilo. Ensayos y semblanzas literarias.
- Azorín, Baroja y Clarín.